# 稲部和久
稲部 和久（いなべ かずひさ、1941年12月14日 - ）は、岩手県出身の元騎手。

## 経歴

### 1960年代
1961年3月5日に東京・本郷重彦厩舎からデビューし、第10競走府中特別・コーリユウ（9頭中9着）で初騎乗を果たす。4月8日の中山第1競走4歳以上20万下・オーバンダイで初勝利を挙げ 、1年目の同年から15勝（平地5勝, 障害10勝）と2桁をマーク。
1961年から1976年まで16年連続2桁勝利を記録し、2年目の1962年には平地だけで14勝を挙げ、3年目の1963年には東京障害特別（秋）・キンタイムで重賞初制覇。同年にはフジノオーの主戦騎手も務めていたが、中山大障害（秋）ではフジノオーとキンタイムの二択となり、稲部はキンタイムを選択し、フジノオーは同期の横山富雄となる。本番では4頭中4番人気のフジノオーが大障害1勝目を挙げ、一方のキンタイムは2着タカライジンから8馬身離された3着に終わる。
1965年には東京障害特別（春）をフジノオーの弟・フジノチカラで制し、暮れの第1回CBC賞では12頭中11番人気のシヨウゲツでエイトクラウンを抑えて平地重賞初勝利をマークするなど、4年連続10勝台から自己最多の36勝と勝ち星を増やす。
1966年には平地15勝、障害12勝と両方2桁の27勝を挙げ、1968年には栗東・工藤嘉見厩舎へ移籍し、7月13日の中京第10競走長良川特別・アスコツトで移籍後初勝利をマーク。
1969年には中日新聞杯を初騎乗ながら60kgを背負った関東馬ハクセンショウでタイヨウを抑えてレコード勝ちし、続く中京記念では61kgながらタニノハローモア・ダテホーライと好勝負を演じて2着。

### 1970年代（栗東移籍後）
1970年からは平地の騎乗に専念し、諏訪佐市厩舎へ移籍した1971年にはスリービートで暮れの愛知杯を制すと、1972年の中日新聞杯で菊花賞馬ニホンピロムーテーの3着、高松宮杯ではメジロアサマ・ヤマニンウエーブを抑えての2着と健闘。
1974年には諏訪佐厩舎の後輩として出口隆義がデビューするが、出口の追い切りでアドバイスや批判をしていた。同年途中からは諏訪真厩舎に移籍し、スリーヨークできさらぎ賞をキタノカチドキの3着とし、東京優駿では23頭中13番人気ながらコーネルランサーの4着に入る。初の古馬相手となった朝日チャレンジカップで重賞初制覇に導くと、京都新聞杯3着を経て、菊花賞では3頭がアタマ差の中にひしめく3着争いの1頭で5着、暮れの阪神大賞典は3着であった。
1975年はスリーフラムで10頭中8番人気のきさらぎ賞を制すと、NHK杯ではカブラヤオーの3着に入り、秋はトウフクホープで神戸新聞杯を制す。
1976年にはサンダイモンで京都4歳特別3着に入ると、28頭中18番人気の東京優駿ではクライムカイザー・トウショウボーイから5馬身離されたが、後方から追い込んでテンポイント・ニッポーキング・ジャンボキング・コーヨーチカラに先着の3着と大健闘。神戸新聞杯ではクライムカイザーに3馬身離されるも3着に入り、エリモジョージ・シルバーランドら強力な古馬相手の京都大賞典でも5着と掲示板を確保。同年の11勝が最後の2桁となり、1977年は11月末まで勝利が無いなど不調で自己最低の4勝に終わる。

### 関東復帰
1978年は秋の福島で4勝を挙げるなど7勝をマークし、1979年には師匠の本郷重彦厩舎へ復帰。12月9日の中京第9競走美濃特別・ドーターパールが最後の勝利となり、1980年2月24日の小倉第10競走5歳以上800万下・メイジアトラス（14頭中9着）を最後に引退。

## 騎手成績
| 通算成績 | 1着 | 2着 | 3着 | 4着以下 | 騎乗回数 | 勝率 | 連対率 |
| -------- | --- | --- | --- | ------- | -------- | ---- | ------ |
| 平地     | 256 | 258 | 283 | 1567    | 2364     | .108 | .217   |
| 障害     | 47  | 39  | 42  | 135     | 263      | .179 | .327   |
| 計       | 303 | 297 | 325 | 1702    | 2627     | .115 | .228   |

### 主な騎乗馬
- キンタイム（1963年東京障害特別 (秋)）
- フジノチカラ（1965年東京障害特別 (春)）
- シヨウゲツ（1965年CBC賞）
- ハイアデス（1966年七夕賞）
- ハクセンショウ（1969年中日新聞杯）
- スリーピート（1971年愛知杯）
- スリーヨーク（1974年朝日チャレンジカップ）
- スリーフラム（1975年きさらぎ賞）
- トウフクホープ（1975年神戸新聞杯）